# Râul Bistra, Barcău
Râul Bistra este un curs de apă, afluent al râului Barcău. 